# Nõva (Pala)
Nõva – wieś w Estonii, w prowincji Jõgeva, w gminie Pala.